# Neo-Bechstein-flygel

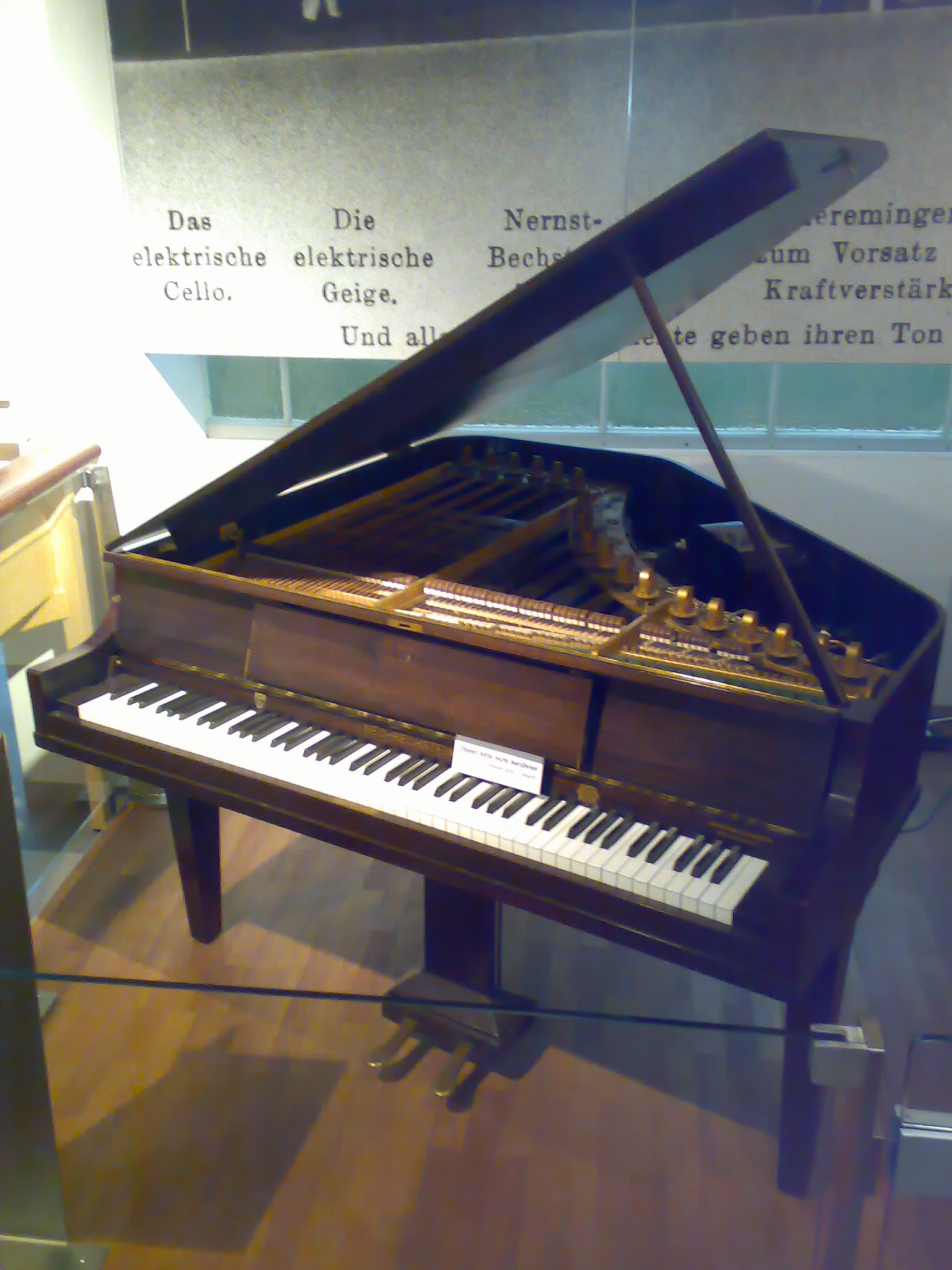
Neo-Bechstein-flygel på tekniska museet i Wien

Neo-Bechstein-flygeln är ett elektromekaniskt instrument skapat av pianofabriken Bechstein i samarbete med Siemens & Halske och Walther Nernst , därför ibland även kallat Siemens-Nernst pianot.   Det är den första elektroniska flygeln. 

## Funktion
Flygeln fungerar genom att strängarnas vibrationer upptas av elektromagneter, förstärks och sedan omvandlas till ljudvågor med hjälp av en högtalare, likt en Elgitarr.  Vanliga pianohammare visade sig ge upphov till för starka vibrationer i strängarna, så Nernst och hans assistent Driescher utvecklade särskilda "mikro-hammare" som skapade vibrationer med mycket mindre amplitud, men bibehöll anslagskänslan i instrumentet. 
Inbyggt i instrumentet finns även en radio, antingen en Siemens 22bW eller en Telefunken 121W, och dessutom en grammofon.  Tanken med dessa var att spelaren kunde välja om den ville spela själv eller ackompanjera musik på radio eller skiva. 

## Försäljning
Neo-Bechstein-flygeln var inte en kommersiell succé.  Utvecklandet av instrumentet hade kostat 500 000 riksmark, och Neo-Bechstein-flygeln kostade endast 2 800 riksmark när den lanserades 1931. Detta var betydligt billigare än Bechsteins billigaste akustiska flygel, som då kostade 3 500 riksmark.  Totalt skapades ungefär 150 st, och produktionen lades ned redan 1933. Rättigheterna såldes till en annan pianofabrik, Petrof, som byggde cirka 10 st (kallade Neo-Petrof) innan de också slutade. 